# Slag om Daraa
De Slag om Daraa is een militaire confrontatie tussen de Syrische strijdkrachten en het Vrije Syrische Leger tijdens de Opstand in Syrië (2011-2012) in de zuidelijke Syrische provincie Daraa, aan de grens met Jordanië. Maandenlange gevechten leidden ertoe dat de oppositie delen van de provincie in handen kreeg.

## Daraa: geboorteplaats van de opstand
De stad Daraa is de geboorteplaats van de Syrische opstand. Hier begonnen er protesten tegen het regime van president Bashar al-Assad. De demonstraties werden door de regeringstroepen opgebroken, met tientallen burgerdoden in en rondom de stad tot gevolg. Uiteindelijk besloot het leger tot een belegering van Daraa over te gaan, wat het startsein was voor een landelijke opstand tegen Assad. Het bleef echter lange tijd rustig in en rondom Daraa, omdat deserteurs uit het Syrische leger hier veel meer moeite hadden om voldoende wapens en munitie in handen te krijgen voor een aanval op het regime. Wel bleven er op grote schaal demonstraties voorkomen in de provincie Daraa.

## Toenemende gevechten
Sinds oktober 2011 werden er steeds vaker gevechten in en rondom de stad Daraa gemeld tussen het Syrische leger en strijders van het Vrije Syrische Leger, dat ook in deze provincie langzaam voet aan de grond kreeg. Zo bombardeerde het Syrische leger meerdere malen de stad Dael, ten noorden van Daraa, om oppositiestrijders te verdrijven. Veel dorpen in de provincie vielen na verloop van tijd in handen van het Vrije Syrische Leger, dat in kleine gevechtsgroepen op het platteland opereerde. In de stad Daraa zelf wisten strijders van het Vrije Syrische Leger in de loop van 2012 enkele wijken te veroveren, hoewel het leger nog de overhand heeft in het centrum van Daraa. Het Syrische Leger gebruikt sinds juni steeds vaker zwaar geschut om rebellen en demonstranten uit de straten van Daraa te weren.
In juni begonnen er zware gevechten nabij de grens met Jordanië, waar het Vrije Syrische Leger veel dorpen in handen heeft. Het is nog onbekend of de grensposten in handen zijn van de rebellen of van het regeringsleger. Tevens werd melding gemaakt van nieuwe bombardementen in Daraa zelf. Uiteindelijk wist het leger de controle te behouden over de grens met Jordanië. In september vielen veel dorpen in Daraa in handen van het Vrije Syrische Leger, waardoor gevechten zelfs de door Israël bezette Golanhoogvlakte bereikten. Israël schoot daarop op doelen in Syrië, waarbij verschillende loyalisten om het leven kwamen.